# Międzynarodowe Stowarzyszenie Bursztynników

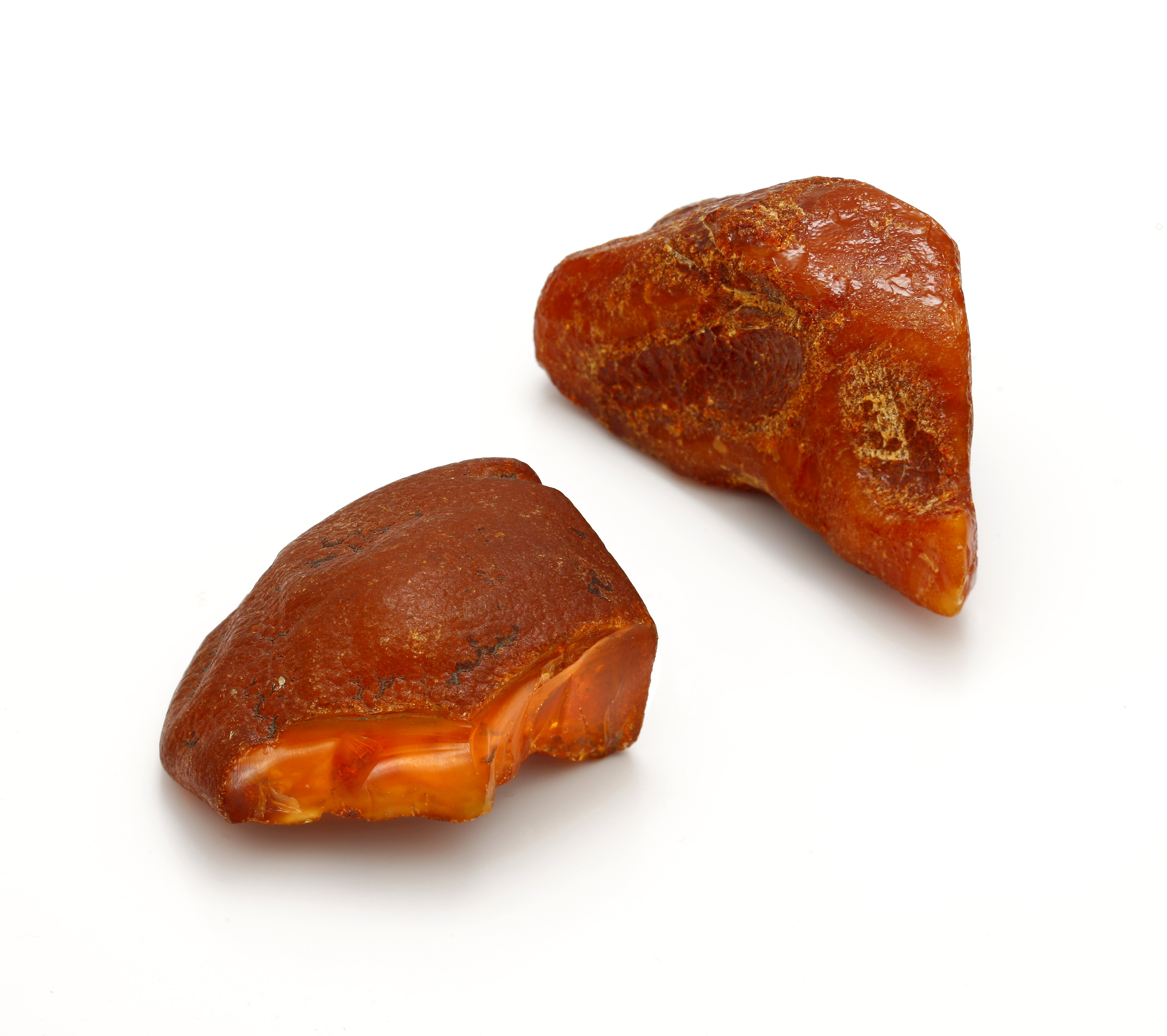
Bryłki bursztynu bałtyckiego (sukcynitu)

Międzynarodowe Stowarzyszenie Bursztynników (MSB, ang. International Amber Association, IAA) – organizacja non-profit zrzeszająca projektantów, producentów biżuterii, właścicieli galerii, naukowców, badaczy, gemmologów, muzealników, kolekcjonerów i handlowców wyrobami z bursztynem.

## Historia

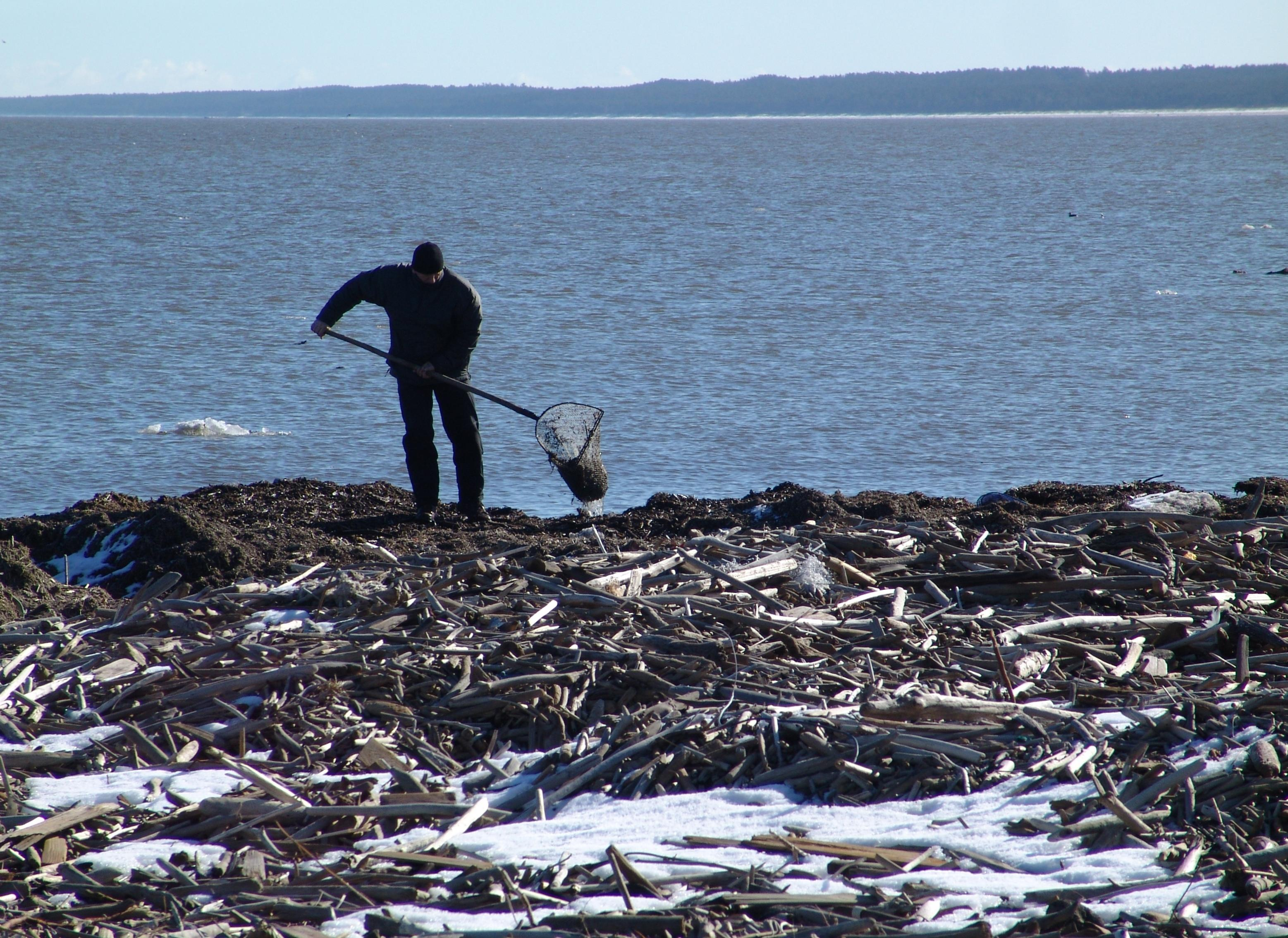
Poławianie bursztynu

Środowisko skupione wokół organizowanych od 1993 roku targów najpierw mody, a w następnym roku biżuterii, zdało sobie sprawę, że przy tak dużym rozwoju branży bursztynniczej, jaki miał miejsce w Polsce po przełomie roku 1989, potrzebna jest organizacja wspierająca spójne działania na rzecz promocji bursztynu, służąca pomocą zarówno od strony organizacyjnej, jak i merytorycznej handlowcom, wytwórcom i artystom oraz kolekcjonerom bursztynu.
Jedną z najważniejszych postaci działających na rzecz konsolidacji środowiska jest Ewa Rachoń – jedna z pomysłodawców, a następnie dyrektor największych na świecie targów bursztynu i biżuterii – Amberif. Na początku lat 90. XX w. m.in. wraz z Giedyminem Jabłońskim, Tadeuszem Befingerem i Stanisławem Krzysztofem Jacobsonem działała ona na rzecz powstania najpierw profesjonalnych targów biżuterii, a potem także systemu rekomendacji przedsiębiorstw. Niemal od początku w ramach targów zaczęto organizować konkursy mobilizujące artystów i przedsiębiorstwa do rywalizacji w zakresie projektowania biżuterii. Pierwszym z nich był Mercurius Gedanensis (od 1995), następnie Amberif Design Award, w którym Stowarzyszenie funduje Nagrodę Bursztynową (od 1997).
Trzy lata po powstaniu targów Amberif (pierwsze odbyły się w 1994 roku) branża, wspierana przez naukowców różnych specjalności, odczuła potrzebę powołania odrębnej organizacji dbającej o konsolidację środowisk związanych zawodowo z bursztynem. To był początek drogi do stworzenia z bursztynu polskiej marki, gdańskiego znaku jakości i promocji bursztynu na całym świecie. W 1998 roku z inicjatywy Stowarzyszenia Bursztynników powołana została też Krajowa Izba Gospodarcza Bursztynu, a angażujący się w ugruntowanie pozycji tej nowej organizacji branżowej członkowie Stowarzyszenia pierwszym prezesem Izby wybrali ze swego grona Zbigniewa Strzelczyka.
Zabranie założycielskie Stowarzyszenia Bursztynników odbyło się 27 lutego 1996 roku. Zachowała się lista z podpisami 27 członków założycieli. Na zebraniu obecnych było jednak znacznie więcej osób, które postanowiły przyglądać się temu, jak przebiegać będzie rozwój Stowarzyszenia, a pod koniec roku lista płacących składki obejmowała 59 osób. Na pierwszym zebraniu zatwierdzono statut zaproponowany przez Wiesława Gierłowskiego. Jego autor – historyk sztuki, ekonomista i znawca bursztynu – został też pierwszym prezesem Stowarzyszenia. Powołane w celu pielęgnowania świadomości kulturowej bursztynu bałtyckiego, rozpowszechniania wiedzy o jego walorach i zapewnienia mu wysokiej rangi na rynku kamieni jubilerskich, wspiera też współpracę pomiędzy osobami fizycznymi, wytwórcami i instytucjami prowadzącymi badania naukowe nad historią, wydobyciem czy wykorzystaniem bursztynu do celów artystycznych. Grupa osób szczególnie zaangażowanych w prace Stowarzyszenia czyniła starania, by skonsolidować środowisko organizując różne spotkania branżowe czy Bale Bursztynnika z aukcjami charytatywnymi oraz, gdy było to potrzebne, pomoc dla poszkodowanych członków Stowarzyszenia, jak to miało miejsce po wybuchu gazu w przedsiębiorstwie Dejwis.
Znak Stowarzyszenia przedstawiający drzewo i wpadające do wody krople bursztynu, z łacińską nazwą „Societas Succinorum in Polonia” w otoku, zaprojektował Giedymin Jabłoński. Członkowie założyciele odwoływali się do tradycji powstałego w 1743 roku w Gdańsku Towarzystwa Przyrodniczego. Odwoływanie się do tradycji Gdańskiego Towarzystwa Naukowego, a także nacisk na badanie tradycji bursztynniczej regionu, genezy i właściwości samego bursztynu wynikał z silnej reprezentacji świata nauki we władzach Stowarzyszenia. W pierwszych latach powołana do tego celu komisja pracowała nad stworzeniem jednolitego systemu identyfikacji bursztynu bałtyckiego. Dążono do tego, by jak największa liczba producentów stosowała w swych wyrobach naturalny bursztyn bałtycki. Czynione to jest poprzez wystawianie certyfikatów dla przedsiębiorstw, które zobowiązują się do przestrzegania klasyfikacji kamieni jubilerskich z bursztynu bałtyckiego, dobrych praktyk kupieckich oraz zakazu handlu bursztynem prasowanym i wszelakimi jego imitacjami. Przedsiębiorstwa członków Stowarzyszenia rekomendowane przez Stowarzyszenie mają prawo do używania znaku towarowego.

## Cele statutowe

Okładka katalogu wystawy Bursztynowe Przemiany, Gdańsk, 2016

Statutowymi celami działalności Międzynarodowego Stowarzyszenia Bursztynników są:
- pielęgnowanie świadomości kulturowej poprzez rozpowszechnianie wiedzy o bursztynie bałtyckim i jego walorach: właściwościach leczniczych, wartości naukowej, walorach estetycznych, a także jego trwałym związku z kulturą światową, i przez to zapewnienie bursztynowi bałtyckiemu wysokiej rangi na rynku
- zapewnienie pomocy w stworzeniu instytucjonalnych form współpracy pomiędzy osobami fizycznymi, prawnymi i jednostkami organizacyjnymi nie posiadającymi osobowości prawnej, prowadzącymi wydobycie, przetwórstwo i handel bursztynem a osobami fizycznymi, prawnymi i jednostkami organizacyjnymi nie posiadającymi osobowości prawnej, prowadzącymi badania naukowe, przyrodnicze, techniczne, ekonomiczne, historyczne, i artystyczne, związane z poszukiwaniem i oznaczaniem złóż, wydobyciem, przetwórstwem, handlem i twórczością artystyczną w dziedzinie bursztynu
- zapewnienie pomocy merytorycznej i organizacyjnej ruchowi kolekcjonerskiemu okazów przyrodniczych surowego bursztynu, inkluzji roślinnych i zwierzęcych oraz zbiorów dawnej i współczesnej artystycznej twórczości bursztynowej
- utworzenie systemu identyfikacji bursztynu bałtyckiego w celu wykrywania falsyfikatów i namiastek, zagrażających interesom producentów i nabywców
- organizowanie współpracy pomiędzy członkami Stowarzyszenia w dziedzinie wzornictwa, technologii, kształcenia pracowników, marketingu i wymiany informacji o sytuacji rynkowej w zakresie dotyczącym bursztynu bałtyckiego
- popularyzowanie osiągnięć członków Stowarzyszenia w dziedzinie artystycznej, technicznej i ekonomicznej
- inspirowanie działalności wydawniczej w zakresie dotyczącym bursztynu bałtyckiego
- współpraca z organami państwowymi i samorządu terenowego w dziedzinie ochrony zawodu bursztynnika i zawodów pokrewnych, współdziałanie ze szkołami i ośrodkami szkolenia zawodowego w dziedzinie ustalania programów kształcenia i kryteriów oceny absolwentów w zakresie odnoszącym się do zawodu bursztynnika i zawodów pokrewnych
- inspirowanie badań zmierzających do poszukiwania, dokumentowania i eksploatacji złóż oraz oceny racjonalności wykorzystania zasobów bursztynu
- prowadzenie działalności w celu zapewnienia trwałego rozwoju bursztynnictwa
- zapewnienie pomocy w stworzeniu systemu stałej współpracy regionalnej w zakresie bursztynnictwa.

## Działalność

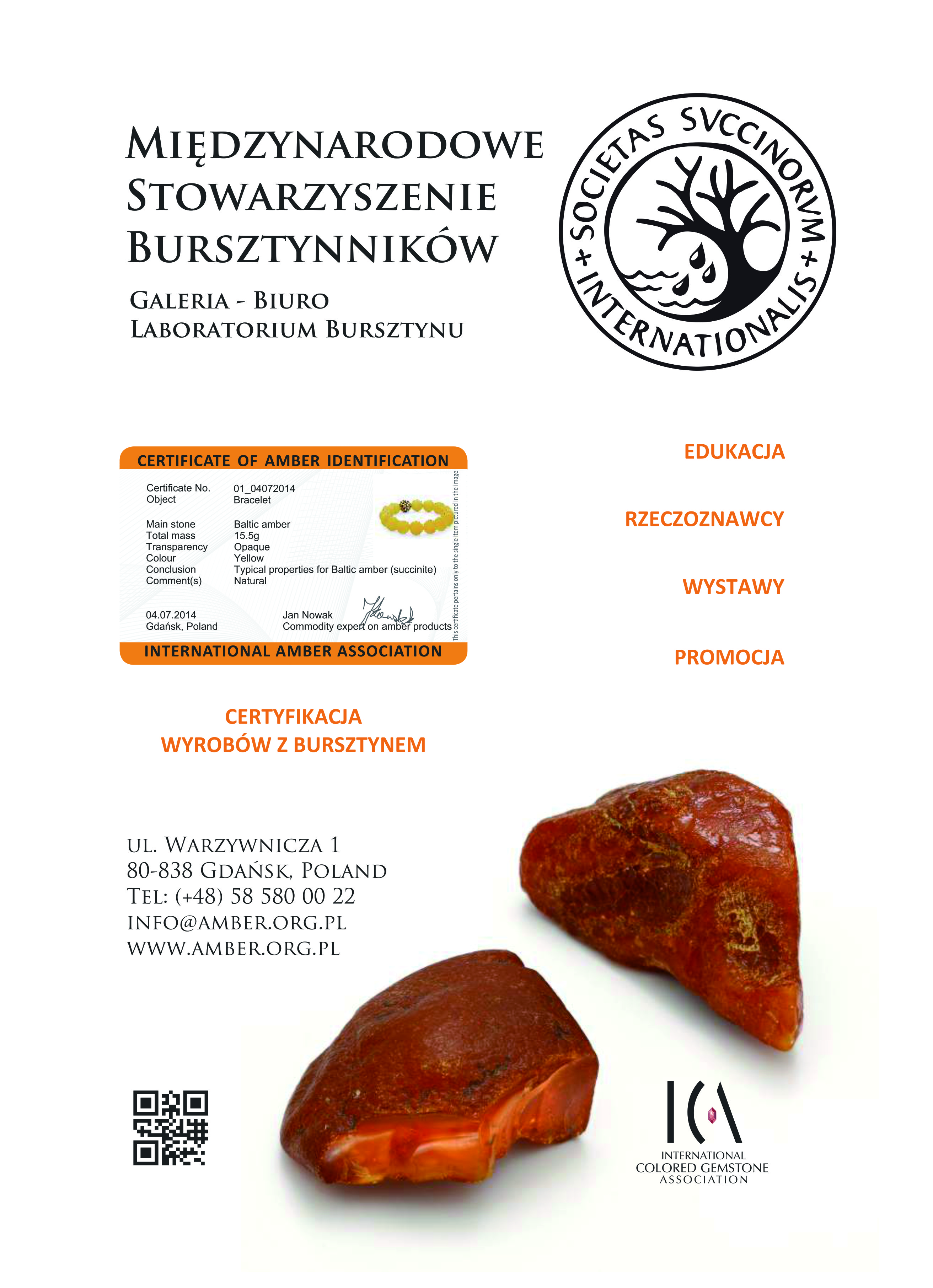
Międzynarodowe Stowarzyszenie Bursztynników

MSB prowadzi zarówno działalność kulturalną, naukowo-oświatową (organizacja sympozjów, wykładów, wystaw), wydawniczą, organizuje konkursy oraz służy świadczeniu wzajemnej pomocy w branży bursztynniczej. W biurze Stowarzyszenia funkcjonuje Laboratorium Badania Bursztynu, które oferuje badania wyrobów wraz z wydaniem dokumentu potwierdzającego wyniki przeprowadzonych badań – w formie certyfikatu lub świadectwa badania.

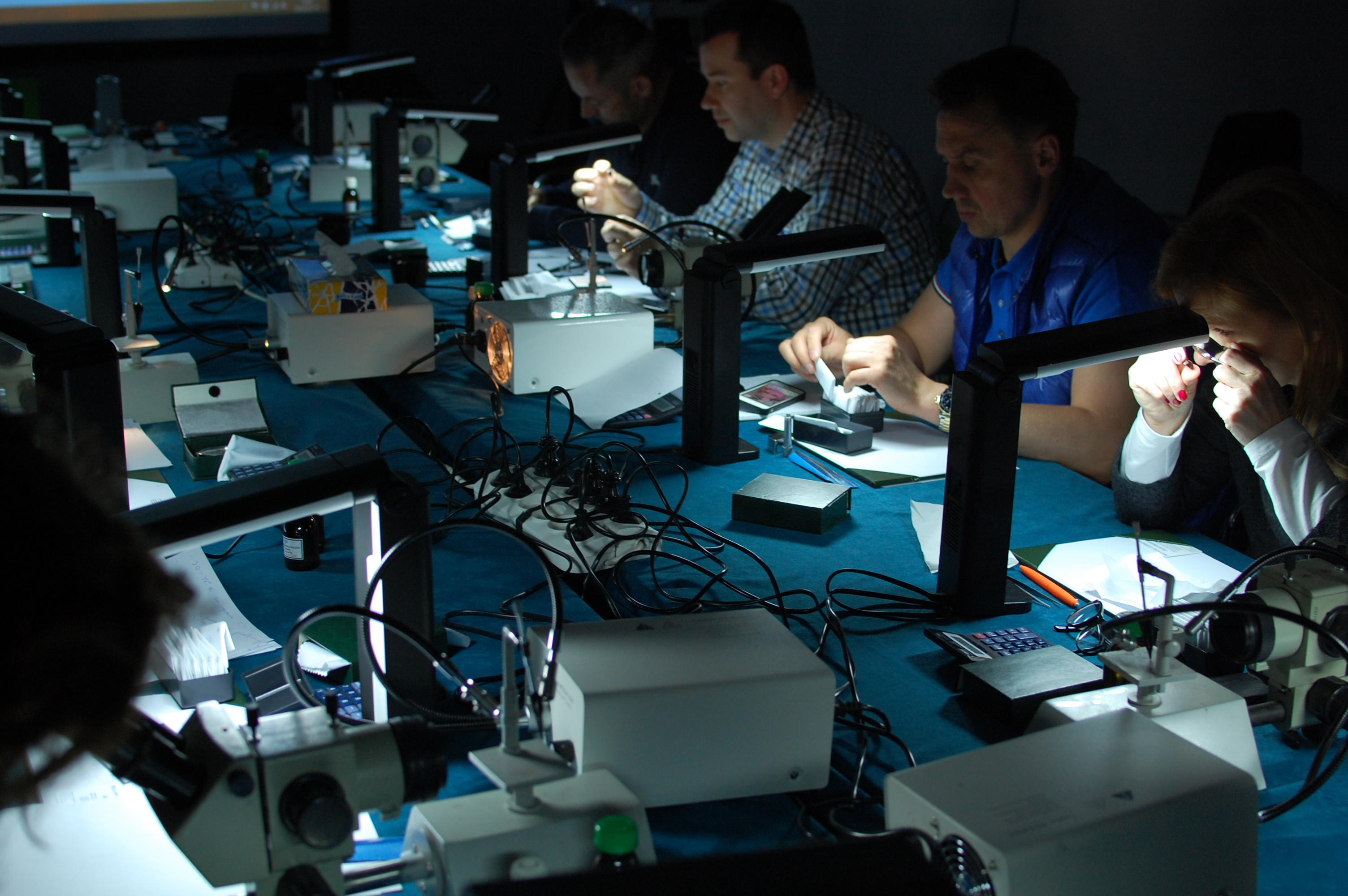
Warsztaty gemmologiczne podczas targów Amberif

Stowarzyszenie współpracuje z takimi instytucjami jak Muzeum Archeologiczne w Gdańsku, Muzeum Ziemi PAN w Warszawie czy Muzeum Bursztynu w Gdańsku. Od początku istnienia wydaje periodyk „Bursztynisko”, a od 1999 jest partnerem czasopisma branżowego „Polski Jubiler”. Wydawane są również materiały z sympozjów naukowych odbywających się od pierwszej edycji targów Amberif pod merytorycznym nadzorem prof. Barbary Kosmowskiej Ceranowicz i Wisława Gierłowskiego.
Do inicjatyw MSB mobilizujących lokalną społeczność i popularyzujących bursztyn należy m.in. zorganizowanie dwukrotnie sadzenie lasu bursztynowego ma terenach zniszczonych nielegalnym wydobyciem, organizacja Dni Bursztynu podczas Jarmarku Dominikańskiego czy dekorowanie bursztynem złotej korony dla Gdańska. Mariusz Drapikowski i Wojciech Kalandyk zainicjowali też powstanie Bursztynowego Ołtarza w średniowiecznym kościele św. Brygidy w Gdańsku. MSB od lat jest też partnerem Pomorskiej Regionalnej Organizacji Turystycznej czy takich imprez jak Mistrzostwa Świata w Poławianiu Bursztynu organizowane w Jantarze oraz innych ośrodkach nadmorskich.
Członkowie Stowarzyszenia są czynnymi członkami Światowej Rady Bursztynu, która została powołana w roku 2006 przez Prezydenta Miasta Gdańska – Pawła Adamowicza. Założenia programowe, organizacyjne i marketingowe projektu Gdańsk Światową Stolicą Bursztynu przygotowywał m.in. dr Sławomir Safarzyński, zaś pierwszym przewodniczącym rady został Wiesław Gierłowski. Władze i członkowie Stowarzyszenia wspierali też merytorycznie powstanie przygotowywanego w 2004 roku przez BBC filmu The Amber Time Machine.
Stowarzyszenie współpracuje z instytutami badawczymi oraz uczelniami wyższymi w Polsce i na świecie, m.in. z Akademią Sztuk Pięknych w Gdańsku i w Łodzi, z Uniwersytetem Gdańskim, Politechniką Gdańską i Państwowym Instytutem Geologicznym. Stowarzyszenie ma też stałe kontakty z Muzeami Bursztynu w Ribnitz-Damgarten i Królewcu czy Muzeum Zamkowym w Malborku. Od lat organizuje też szkolenia i spotkania rzeczoznawców, jak również, kilka razy do roku, kursy podstawowej wiedzy o bursztynie i warsztaty gemmologiczne.
Stowarzyszenie wspiera branżę w wyjazdach na międzynarodowe targi biżuterii, organizuje zagraniczne prezentacje kolekcji bursztynowych, uczestniczy corocznie w targach Amberif i Ambermart, Jublinale, Złoto Srebro Czas i innych. MSB organizowało i organizuje wspólne prezentacje biżuterii członków Stowarzyszenia na targach w LAS Vegas (USA) czy Baltic Amber Festival w Hongkongu. Nawiązuje też kontakty z ambasadami Polski w Chinach i w Indiach.

## Członkowie
W 2017 stowarzyszenie liczyło 350 członków z 30 krajów świata. Po Wiesławie Gierłowskim i Wojciechu Kalandyku kolejnymi prezesami Stowarzyszenia byli artyści-bursztynnicy: Mariusz Gliwiński i Mariusz Drapikowski. W Zarządzie i organach pomocniczych, takich jak komisja rzeczoznawców, pracowało kilkadziesiąt osób, m.in. Barbara Kosmowska-Ceranowicz, Gabriela Gierłowska, Dorota Kos, Ewa Rachoń, Elżbieta Sontag, Janusz Dudnik, Stanisław Krzysztof Jacobson, Jacek Leśniak, Lucjan Myrta, Norbert Nagiel, Adam Pstrągowski, Tadeusz Befinger, Małgorzata Kucharska czy Ryszard Uliński.
Stowarzyszenie nadaje wyróżnienia osobom szczególnie zasłużonych dla promowania i badania bursztynu bałtyckiego. Nagrodę tę otrzymują osoby działające na rzecz popularyzacji bursztynu na różnych polach (naukowym, artystycznym, wytwórczym), w tym także osoby spoza Stowarzyszenia. Bursztynnikami Roku wybrani zostali: Mariusz Drapikowski (1999), Jan Koteja (2000), Kazimieras Mizgiris (2001), Ewa Rachoń (2002), Adam Pstrągowski (2003), Wojciech Kalandyk (2004), Marek Gutowski (2005), Andrzej Wiszniewski (2006), Elżbieta Sontag (2007), Regina Kramarska (2008), Sławomir Fijałkowski (2009), Anna Sado (2010), Lucjan Myrta (2011), Mariusz Gliwiński (2012), Tomasz Mikołajczyk (2012), Gabriela Gierłowska (2013), Ryszard Uliński (2014) i Ewa Wagner-Wysiecka (2015). Honorowe miejsce wśród wyróżnionych zajmują dwie postaci w historii Stowarzyszenia, które w roku 2000 zostały „Bursztynnikami Stulecia”. Są to: badaczka i popularyzatorka wiedzy o bursztynie prof. Barbara Kosmowska-Ceranowicz oraz Wiesław Gierłowski (1927–2016).